# Warrensburg, Missouri
Warrensburg är administrativ huvudort i Johnson County i Missouri. Orten fick sitt namn efter bosättaren Martin Warren. University of Central Missouri är beläget i staden.

## Kända personer från Warrensburg
- Francis Cockrell, politiker
- Errett Lobban Cord, entreprenör
- Mary Fallin, politiker
- Sidney Toler, skådespelare